# Кајину
Кајину (фин. Kainuu, швед. Kajanaland) је округ у Финској, у источном делу државе. Седиште округа је град Кајани.

## Положај округа
Округ Кајину се налази у источном делу Финске. Њега окружују:
- са севера: Округ Северна Остроботнија,
- са истока: Русија (Република Карелија),
- са југоистока: Округ Северна Карелија,
- са југозапада: Округ Северна Савонија,
- са запада: Округ Северна Остроботнија.

## Природне одлике
Рељеф: Округ припада историјској области Остроботнији, где чини њен најисточнији део. У округу Кајину преовлађују бреговита и брдска подручја, надморске висине 110-380 м. 
Клима у округу Кајину влада субполарна клима.
Воде: Кајину је унутаркопнени округ Финске. Међутим, у оквиру округа постоји низ ледничких језера, од којих је највеће Оулујерви на западу округа. Најважнија река је Оулујоки.

## Становништво
По подацима 2011. године у округу Кајину живело је нешто преко 80 хиљада становника. Од 2000. године број становника у округу је опао за 10%, што је најнеповољније међу свим окрузима у држави.
Густина насељености у округу је свега 4 становника/км², што је 4 пута мање од државног просека (16 ст./км²). ЈУгозападни део округа је знатно боље насељен од остатак, а многи делови на северу и истоку су готово пусти.
Етнички састав: Финци су до скора били једино становништво округа, али се последњих деценија овде населио и мањи број усељеника, посебно Руса из оближњих области Русије.

## Општине и градови
Округ Кајину има 9 општина, од којих ниједна не носи звање града. То су:
| - Вала - Кајани - Кухмо - Палтамо - Пуоланка | - Ристијерви - Соткамо - Суомусалми - Хиринсалми |

Градска подручја са више од 10 хиљада становника су:
- Кајани - 31.000 становника.